# Diego de Alvarado Huanitzin

Diego de Alvarado Huanitzin (falecido em 1541) foi o 15º Tlatoani de Tenochtitlán.

## Vida
Huanitzin era um nobre Asteca do século XVI. Era neto de Axayacatl e sobrinho de Moctezuma II. Inicialmente era tlatoani de Ecatepec antes de se tornar tlatoani de Tenochtitlan, bem como seu primeiro governador sob o sistema colonial espanhol.
Ele foi nomeado Tlatoani de Ecatepec por Moctezuma, em 1520 após a morte do ex-tlatoani Chimalpilli. Depois da queda de Tenochtitlan, foi um dos cinco chefes astecas mantidos sob cativeiro por Hernán Cortés, (os outros foram: Cuauhtemoc, Tlacotzin, Oquiztzin e Motelchiuh). Eles foram torturados e tiveram seus pés queimados para revelar onde estaria localizado o tesouro asteca.
Huanitzin foi batizado com o nome cristão de Diego, e recebeu o nome de Alvarado de seu padrinho. Cortés levou Huanitzin com muitos outros líderes indígenas em sua viagem a Honduras. Foi salvo da execução na qual enforcaram Cuauhtemoc , Tetlepanquetzatzin, tlatoani de Tlacopan e Cohuanacochtzin. Após o retorno de Cortés, Huanitzin foi libertado e voltou a exercer seu cargo de Tlatoani em Ecatepec, onde governou por mais 14 anos.
Com a constituição do Ayuntamiento de San Juan Tenochtitlan pelo governo espanhol em 1538, passa a ser o primeiro governador de Tenochtitlan, por Antonio de Mendoza, o primeiro vice-rei da Nova Espanha. Tenochtitlan não tinha um governo oficial há quase um ano, desde que Xochiquentzin veio a falecer.
Huanitzin morreu em 1541. Seus filhos foram Juana de Alvarado, que foi casada com Huehue Totoquihuaztli, regente de Tlacopan, Cristobal de Guzman Cecetzin , que mais tarde tornou-se governador de Tenochtitlan, Hernando de Alvarado Tezozómoc, um intérprete conhecido por sua obra Chronicle Mexicayotl, e Isabella, que se casou com Antonio Valeriano, outro governador de Tenochtitlan.
| Precedido por Xochiquentzin  | 15º Tlatoani de Tenochtitlan 1538 – 1541  | Sucedido por Tehuetzquititzin |
| Precedido por Ninguém        | 1º Governador de Tenochtitlan 1538 – 1541 | Sucedido por Tehuetzquititzin |
| Precedido por Chimalpilli II | Tlatoani de Ecatepec 1520 – 1538          | Sucedido por —                |